# موش ستاره‌پوزه

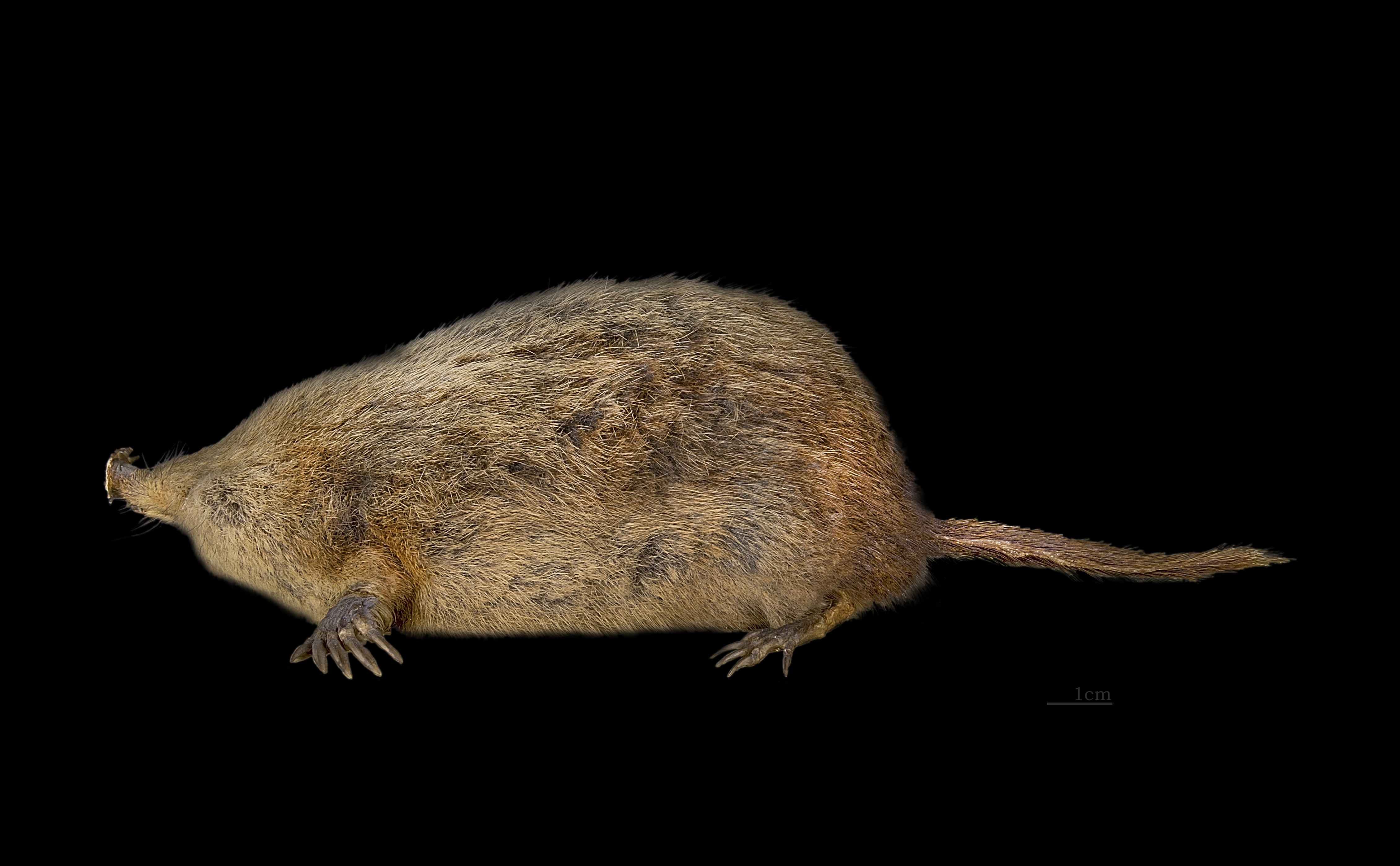
Condylura cristata

موش ستاره‌پوزه (نام علمی: Condylura cristata) موش‌کور کوچکی است از خانواده کورموش‌ها (Talpidae)، جنس کوندیلورا (Condylura) که در شرق کانادا و شمال شرقی آمریکا یافت می‌شود.
زیست‌گاه آن مناطق پست و نم‌ناک است و از حشرات آبی، کرم‌ها، نرم‌تنان، و ماهی کوچک تغذیه می‌کند. پوست جانور از خز سیاه ضدآبی پوشیده شده و دم و پاهای بزرگی دارد. طول آن میان ۱۵ و ۲۰ سانتی‌متر است و ۵۵ گرم وزن و ۴۴ دندان دارد. ۲۲ شاخک گوشتین در انتهای پوزهٔ جانور آن را از دیگر موش‌کورها متمایز می‌کنند.
گمان می‌رود این شاخک‌های بسیار حساس با استفاده از تشخیص جریان الکتریکی در شکار، غذا را شناسایی می‌کنند. موش ستاره‌پوزه به تنها ۲۳۰ میلی‌ثانیه از شناسایی تا مصرف شکار احتیاج دارد و از این لحاظ سریع‌ترین پستان‌دار شناخته می‌شود.
شاهین دم‌قرمز، بوف بزرگ شاخدار، راسوی بدبو و دیگرراسوها و ماهیان بزرگ‌تر از شکارگران این جانور هستند.